# Great Ocean Road
Great Ocean Road (oznaczana jako droga stanowa B100, wcześniej droga stanowa 100) – malownicza trasa o długości 243 km, biegnąca wzdłuż południowo-wschodniego wybrzeża Australii, pomiędzy miastami Torquay i Allansford w stanie Wiktoria. Droga, wraz z położonymi przy niej parkami narodowymi (m.in. Park Narodowy Great Otway) oraz charakterystycznymi obiektami (m.in. Dwunastu Apostołów) jest jedną z najważniejszych atrakcji turystycznych Australii i znajduje się na liście dziedzictwa Australian National Heritage List. Badania sugerują, że każdego roku przybywa ok. 6,5 do 7,5 miliona turystów. Według prognoz, do 2030 roku liczba ta zwiększy się o 2,4 miliona osób.
Wschodni kraniec drogi znajduje się w odległości około 100 km na zachód od Melbourne, a punktem wypadowym do niej jest miasto Geelong.
Great Ocean Road jest największym na świecie pomnikiem ofiar wojny. Droga została zbudowana po I wojnie światowej przez żołnierzy, którzy wrócili z wojny w hołdzie ich poległym kolegom. Budowana była w latach 1919 – 1932.
Droga stanowi część drogi stanowej B100, mającej swój koniec w mieście Geelong.

## Przebieg trasy
Great Ocean Road rozpoczyna swój bieg w mieście Torquay, po czym pokonuje trasę o długości 243 km w kierunku zachodnim. Jej koniec znajduje się w mieście Allansford, w pobliżu miasta Warrnambool, największego znajdującego się przy tej trasie. Jest to droga dwukierunkowa jednopasmowa, której dopuszczalna prędkość waha się w wartościach od 50 do 100 km/h.

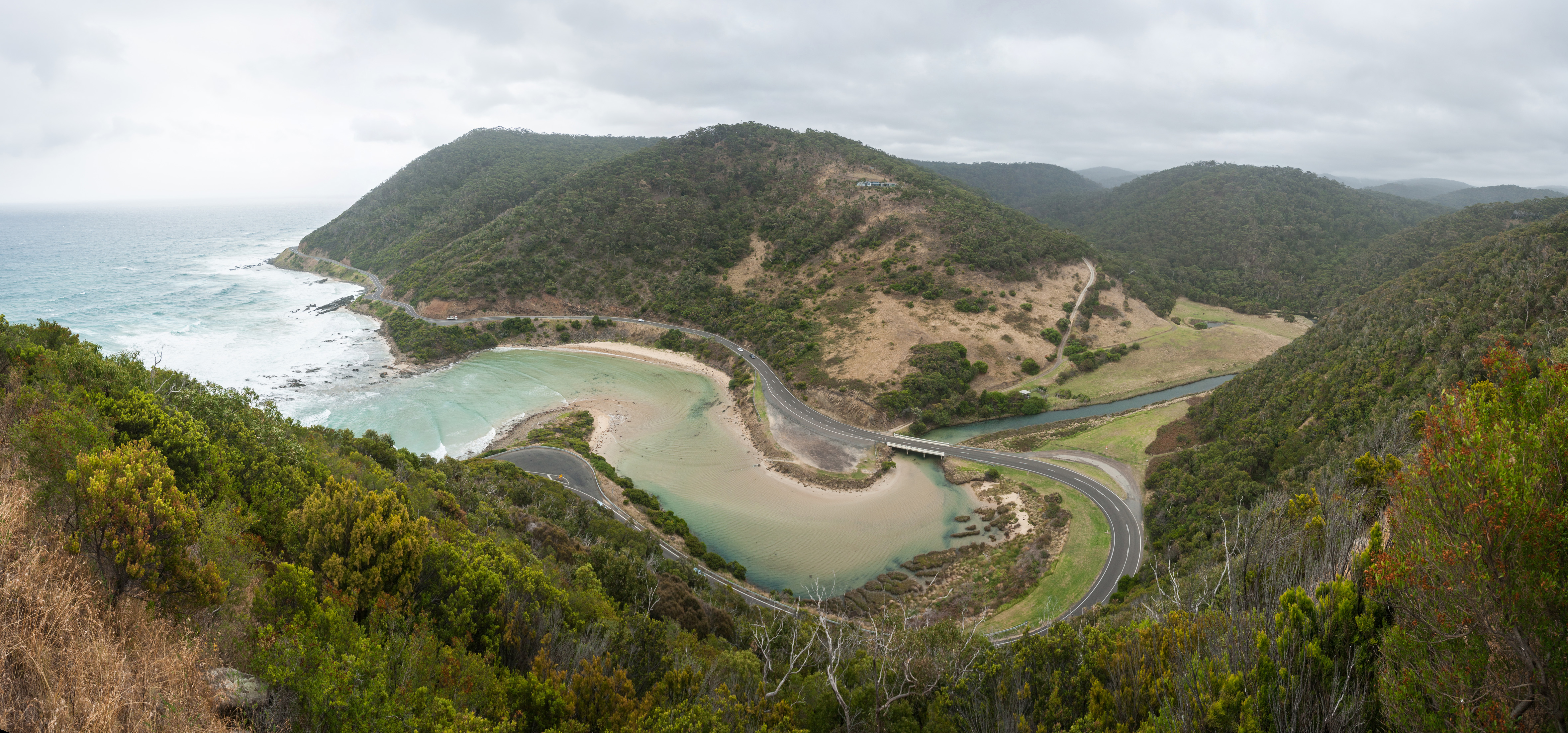
Widok na Great Ocean Road z punktu widokowego Teddy's Lookout, na południe od miasteczka Lorne

Znaczna część drogi biegnie wzdłuż wybrzeża, którego odcinek między miastem Torquay, a przylądkiem Otway jest znany jako Surf Coast, natomiast odcinek położony na zachód od przylądka Otway jako Wybrzeże Wraków – w tych miejscach droga zapewnia widoki na Cieśninę Bassa. Droga biegnie również przez obszary porośnięte lasami deszczowymi oraz pokonuje plaże i klify składające się z wapienia i piaskowca. Najważniejszymi miejscowościami znajdującymi się na trasie są Anglesea, Aireys Inlet, Lorne, Wye River, Kennett River, Apollo Bay, Lavers Hill, Port Campbell i Peterborough. Port Campbell jest popularne ze względu na znajdujące się w jej okolicy formacje skalne składające się z wapnia i piaskowca, m.in. Loch Ard Gorge, The Grotto, London Arch (w przeszłości znana jako London Bridge) oraz Dwunastu Apostołów. Na odcinku w pobliżu miasta Geelong droga wije się wzdłuż wybrzeża oraz wysokich, niemal pionowo ułożonych klifów. Znaki drogowe, umieszczone wzdłuż drogi, informują motocyklistów o możliwych lawinach skalnych, które w przeszłości miały miejsce na trasie.
Miasto Geelong, znajdujące się w pobliżu Torquay, czerpie znaczne dochody dzięki australijskim oraz zagranicznym turystom zwiedzających tę drogę. Australijskie towarzystwo ubezpieczeń Royal Automobile Club of Victoria w swojej ankiecie Victoria 101 umieściło drogę jako najlepsze turystyczne doznanie. Mimo to, odwołując się do badania wykonanego przez hrabstwo Surf Coast, mieszkańcy wyrażają niepokój odnośnie do bezpieczeństwa podczas przejazdu tą drogą.

### Great Ocean Road Marathon
Na 45-kilometrowym odcinku drogi między miejscowościami Lorne i Apollo Bay co roku odbywa się bieg maratoński „Great Ocean Road Marathon”, którego pierwsza edycja odbyła się w 2005 roku. Obecny rekord maratonu wynosi 2 godziny, 27 minut i 42 sekundy – został pobity w 2011 roku przez kenijczyka Jamesa Kipkelwona, który zajął pierwsze w tym maratonie również w 2012 roku.

### Cadel Evans Great Ocean Road Race
W lipcu 2014 roku medalista mistrzostw świata w kolarstwie szosowym oraz zwycięzca Tour de France Cadel Evans ogłosił, że na początku 2015 roku Great Ocean Road będzie miejscem kolarskiego wyścigu Cadel Evans Great Ocean Road Race. Od edycji z roku 2017 wyścig jest częścią UCI World Tour.

## Historia

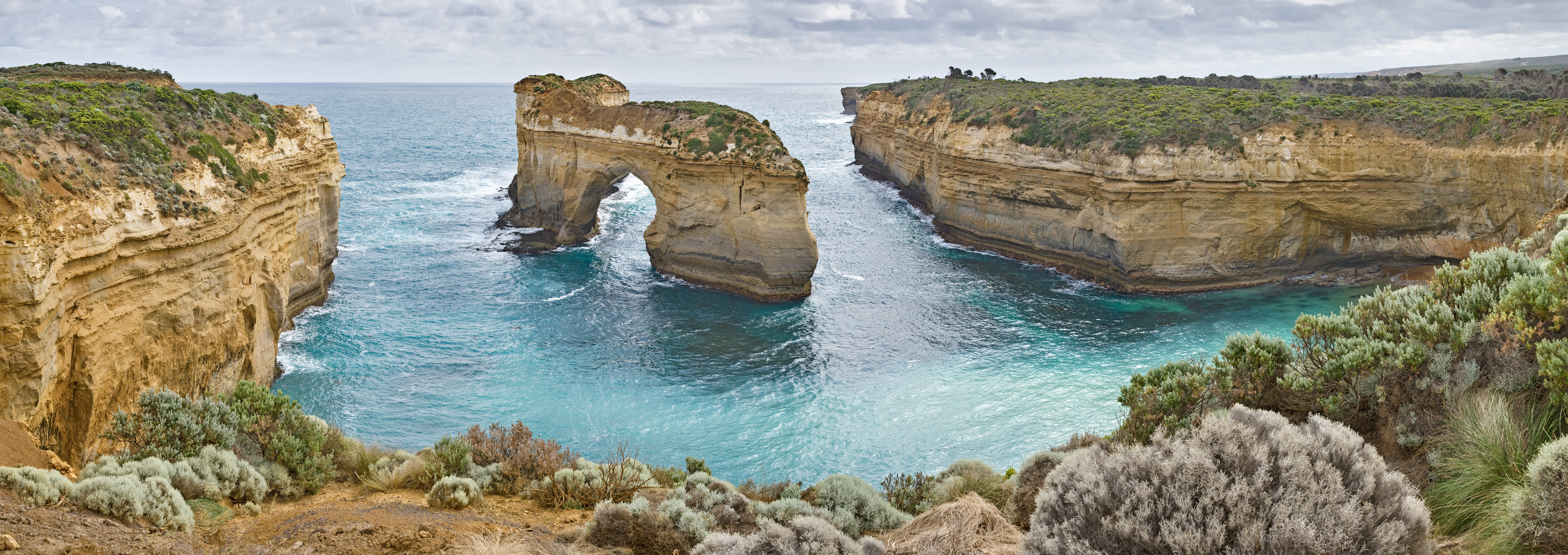
Island Archway, formacja skalna znajdująca się w pobliżu Great Ocean Road. Panorama składa się z 6 zdjęć przedstawiających wybrzeże otaczające tę formację

Budowa Great Ocean Road była planowana już pod koniec I wojny światowej, kiedy prezes zarządu Country Roads Board William Calder, odpowiedzialnego za budowę oraz utrzymywanie dróg zlokalizowanych w stanie Wiktoria, poprosił Stanową Radę Wojenną o środki przeznaczone dla wracających z wojny żołnierzy, którzy zajmą się budową dróg prowadzących przez słabo zaludnione obszary Dystryktu Zachodniego (południowo-zachodnia część stanu Wiktoria). W czasie I wojny światowej dostęp do tych obszarów był możliwy jedynie dzięki drogom morskim oraz zarośniętych szlaków biegnących przez tamtejsze lasy deszczowe, w związku z czym przewidziano, że droga będzie nie tylko miejscem pamięci, lecz będzie również stanowiła lądowe połączenie z resztą kraju dla odizolowanych miejscowości położonych wzdłuż wybrzeża, oraz stanie się ważnym połączeniem transportowym dla przemysłu drzewnego i turystyki.
W 1918 roku rozpoczęły się pierwsze prace pomiarowe będące podstawą dla budowy drogi, wówczas nazywanej South Coast Road – sugerowano wówczas, aby droga rozpoczynała się w miejscowości Barwon Heads i biegła w kierunku zachodnim, wzdłuż wybrzeża oraz wokół przylądka Otway, po czym kończyła się w pobliżu Warrnambool. W tym samym roku powstało prywatne przedsiębiorstwo Great Ocean Road Trust, którego prezesem był Howard Hitchcock. Firma posiadała budżet w wysokości 81 tysięcy funtów, uzyskany poprzez prywatną subskrypcję oraz dzięki pożyczkom, przy czym Hitchcock sam operował środkami w wysokości 3 tysięcy funtów. Do czasu spłacenia pożyczek pobierano opłaty od kierowców, po czym droga została podarowana stanowi.

### Nakłady budowlane

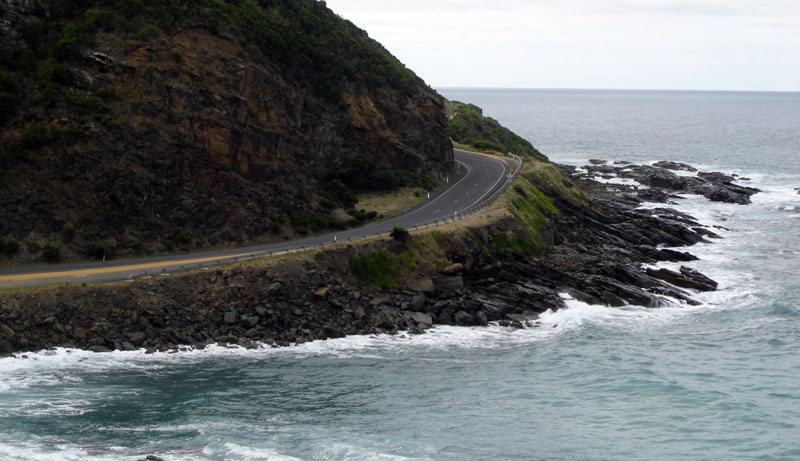
Great Ocean Road

Budowa drogi rozpoczęła się 19 września 1919 roku. Brało w niej udział ok. 3 tysięcy wojskowych, którzy powrócili do kraju po wojnie. Droga miała stanowić miejsce pamięci po zabitych żołnierzach, którzy walczyli podczas I wojny światowej. Każdego miesiąca powstawały średnio trzy kilometry drogi. Droga była budowana ręcznie – do jej budowy używano m.in. materiały wybuchowe, kilofy, łopaty oraz taczki. Miejscami budowa stawała się niebezpieczna, co znajdowało odzwierciedlenie w ofiarach wśród robotników; najtrudniejszym odcinkiem do wybudowania był najdalej wysunięty na zachód fragment drogi, biegnący przez strome, przybrzeżne góry. Anegdotyczne dowody z 1982 roku, pochodzące z archiwów korporacji Australian Broadcasting Corporation, sugerują, że podczas przemieszczania się, przy kolanach robotników znajdowały się detonatory – kolana były miejscem, w którym występowały najsłabsze wstrząsy.
Robotnicy otrzymywali wypłatę w postaci 10 szylingów i sześciopensówki za osiem godzin pracy w ciągu dnia oraz połowę dniówki w soboty. Przez cały okres budowy nocowali w namiotach; korzystali również z namiotów-jadalń oraz kuchni (koszt jedzenia wynosił do 10 szylingów za tydzień). Robotnicy mieli również dostęp do fortepianu, gramofonu, gier, gazet oraz magazynów w namiotach. Oprócz tego, w 1924 roku w pobliżu przylądka Patton osiadł parowiec Casino, który zderzył się z rafą – zmusiło to do wyrzucenia za burtę ok. 500 beczek piwa oraz 120 skrzyń ze spirytusem. Towar stał się własnością robotników, czego rezultatem stała się dwutygodniowa przerwa, podczas której robotnicy spożywali nabyty alkohol.

### Ukończenie budowy i początkowe wykorzystywanie

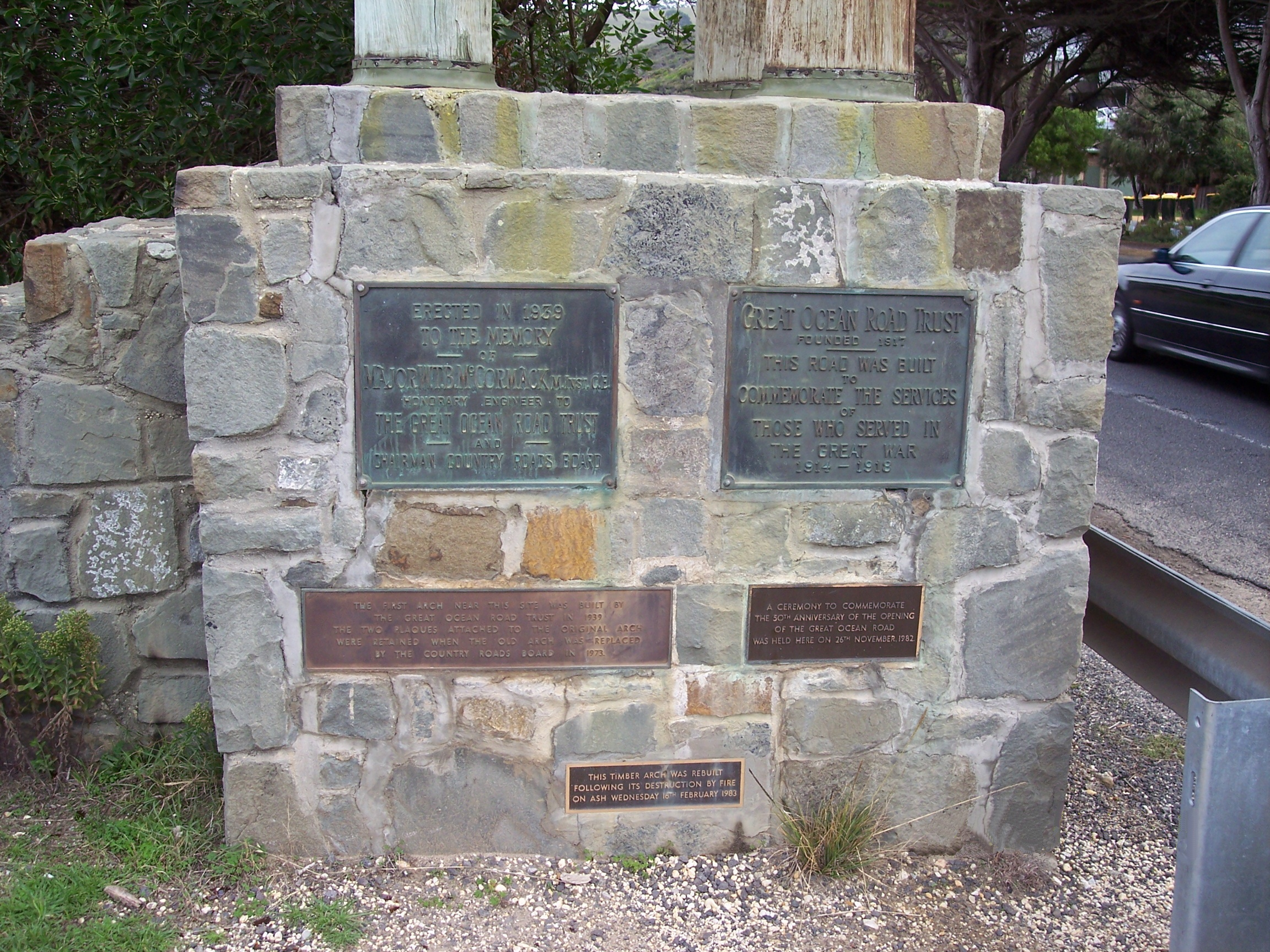
Great Ocean Road Monument, miejsce pamięci poświęcone osobom, które wybudowały Great Ocean Road

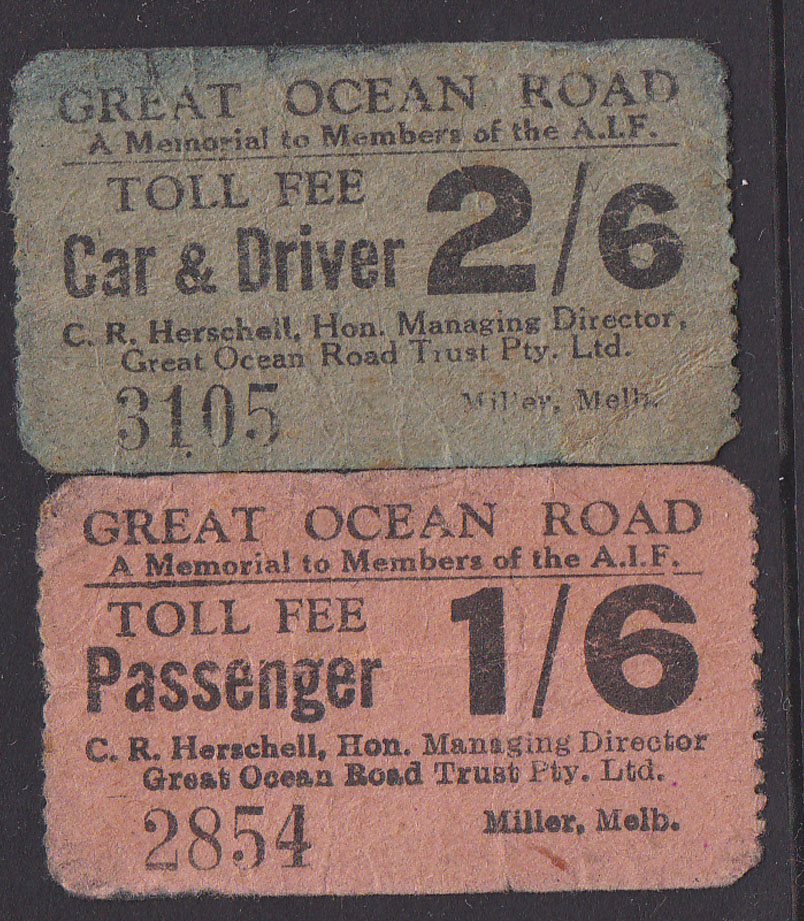
Bilety przejazdowe wydawane na bramkach przy trasie w ok. 1930 roku

18 marca 1922 roku odbyło się uroczyste otwarcie odcinka drogi między miejscowością Eastern View, a miasteczkiem Lorne. Pomimo otwarcia, 12 maja droga została czasowo zamknięta w celu wykonania dalszych robót. 21 grudnia droga została oddana do ponownego użytku, a wzdłuż niej zostały umieszczone punkty poboru opłat, które miały zostać przeznaczone na spłatę pożyczek zaciągniętych na budowę drogi. Opłata, pobierana w Eastern View, wynosiła dwa szylingi dla samochodów osobowych oraz 10 szylingów dla wozów ciągniętych przez dwa lub więcej koni.
W listopadzie 1932 otwarty został odcinek drogi między miastami Lorne i Apollo Bay. W jego oficjalnym otwarciu uczestniczył ówczesny gubernator porucznik Wiktorii William Irvine, który prowadził ceremonię w pobliżu znajdującego się w Lorne pubu Great Pacific Hotel; niedługo potem droga została uznana za największy na świecie pomnik wojenny. W tym samym czasie wydawany w Melbourne dziennik The Age pojawił się komentarz – „W obliczu niemal nieprzezwyciężonych sprzeczności, Great Ocean Road przeistoczył się z marzenia lub, jak wielu mówiło, „dzikim projektem”, w konkretny fakt”. Mimo to, 22 sierpnia Hitchcock zmarł w wyniku choroby serca, przed całkowitym ukończeniem budowy; w wyrazie hołdu, podczas ceremonii otwarcia jego samochód jechał drogą za autem gubernatora. Przy drodze, w pobliżu góry Mount Defiance, niedaleko miasta Lorne, znajduje się miejsce pamięci poświęcone Hitchcockowi, który wciąż jest czule nazywany Ojcem Drogi.
W okresie pierwotnego stanu, szerokość drogi pozwalała zmieścić się tylko jednemu pojazdowi. Jej najniebezpieczniejszymi odcinkami były te, które biegły wzdłuż urwistych klifów. Wzdłuż drogi znajdowało się tylko kilka miejsc, w których można było zjechać na bok i przepuścić podróżujące w przeciwnym kierunku pojazdy. 2 października 1936 roku droga została wręczona Gubernatorstwie Stanu, natomiast na ceremonii, odbywającej się w punkcie poboru opłat w pobliżu Cathedral Rock, premierowi Wiktorii przedstawiony został specjalny akt. W tym samym czasie usunięte zostały barierki, przy których pobierane były opłaty.
W 1962 roku droga została uznana przez Tourist Development Authority (pol. Instytucja Rozwoju Regionalnego) za jedną z najlepszych na świecie dróg turystycznych. W tym czasie, w celu usprawnienia ruchu ulicznego, poszerzony został odcinek drogi między Lorne Hotel i Pacific Hotel w Lorne, jednak pomimo modernizacji drogi, jej pokonanie wciąż było uważane za wymagające. W jednym z numerów gazety The Sydney Morning Herald z 1966 roku znajduje się wzmianka o treningach, jakie były przeprowadzane na drodze przez stanową policję.
Great Ocean Road przez cały okres istnienia była podatna na żywioły przyrody. W 1960 roku odcinek drogi biegnący przez miasto Princetown został zmyty przez sztorm. 11 sierpnia 1964 roku oraz w 1971 roku miały miejsce osunięcia ziemi, które w obydwóch przypadkach doprowadziły do zamknięcia odcinka drogi biegnącego w pobliżu Lorne. W latach 1962 i 1964 w pobliżu pól kempingowych miały miejsce pożary lasów, które również były przyczyną tymczasowego zamknięcia drogi. W 2011 roku w wyniku masowych opadów deszczu doszło do zawalenia zwisających nad drogą klifów.
7 kwietnia 2011 roku droga została dodana do listy Australian National Heritage List, na której znajdują się najważniejsze obiekty australijskiego dziedzictwa.

### Great Ocean Walk
W 2004 roku została otwarta piesza ścieżka Great Ocean Walk, na którą składają się 104 km ścieżek biegnących wzdłuż wybrzeża w okolicy Great Ocean Road, rozciągających się od miejscowości Apollo Bay do Dwunastu Apostołów.

## Galeria

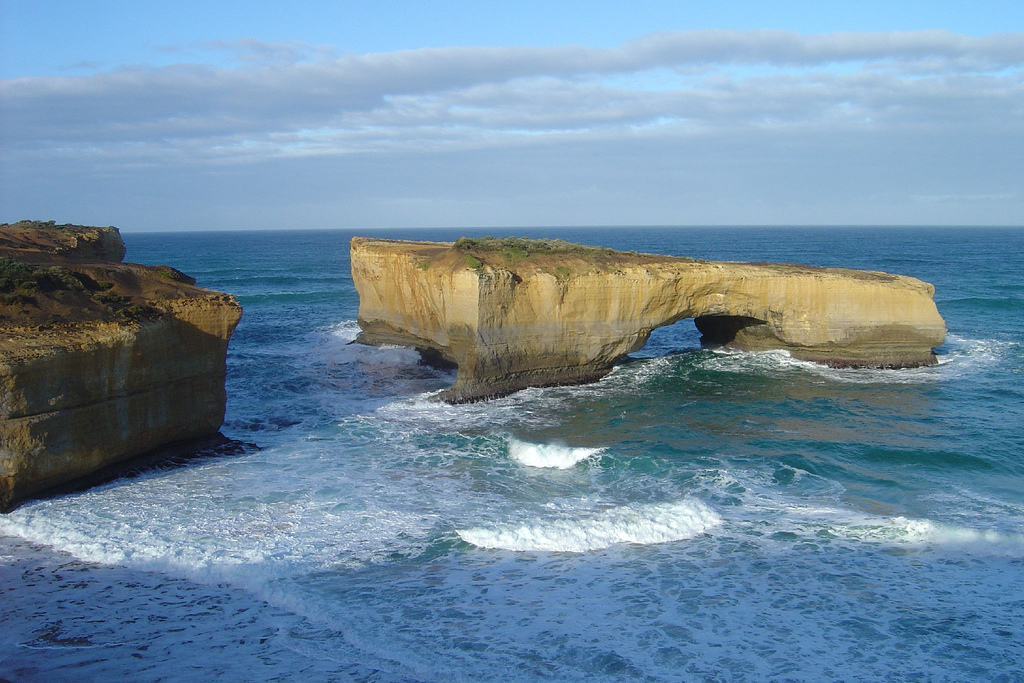
London Arch
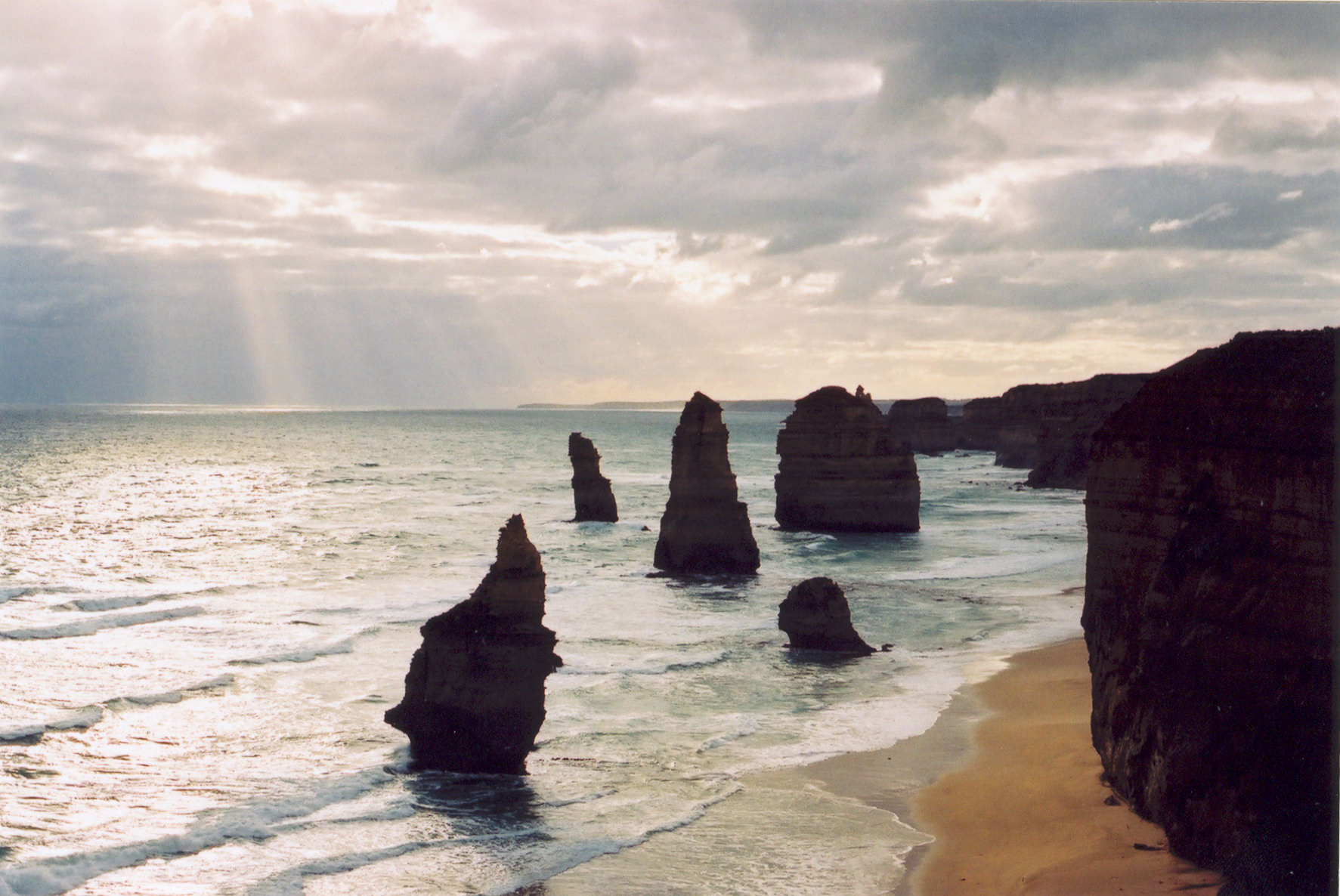
12 Apostołów
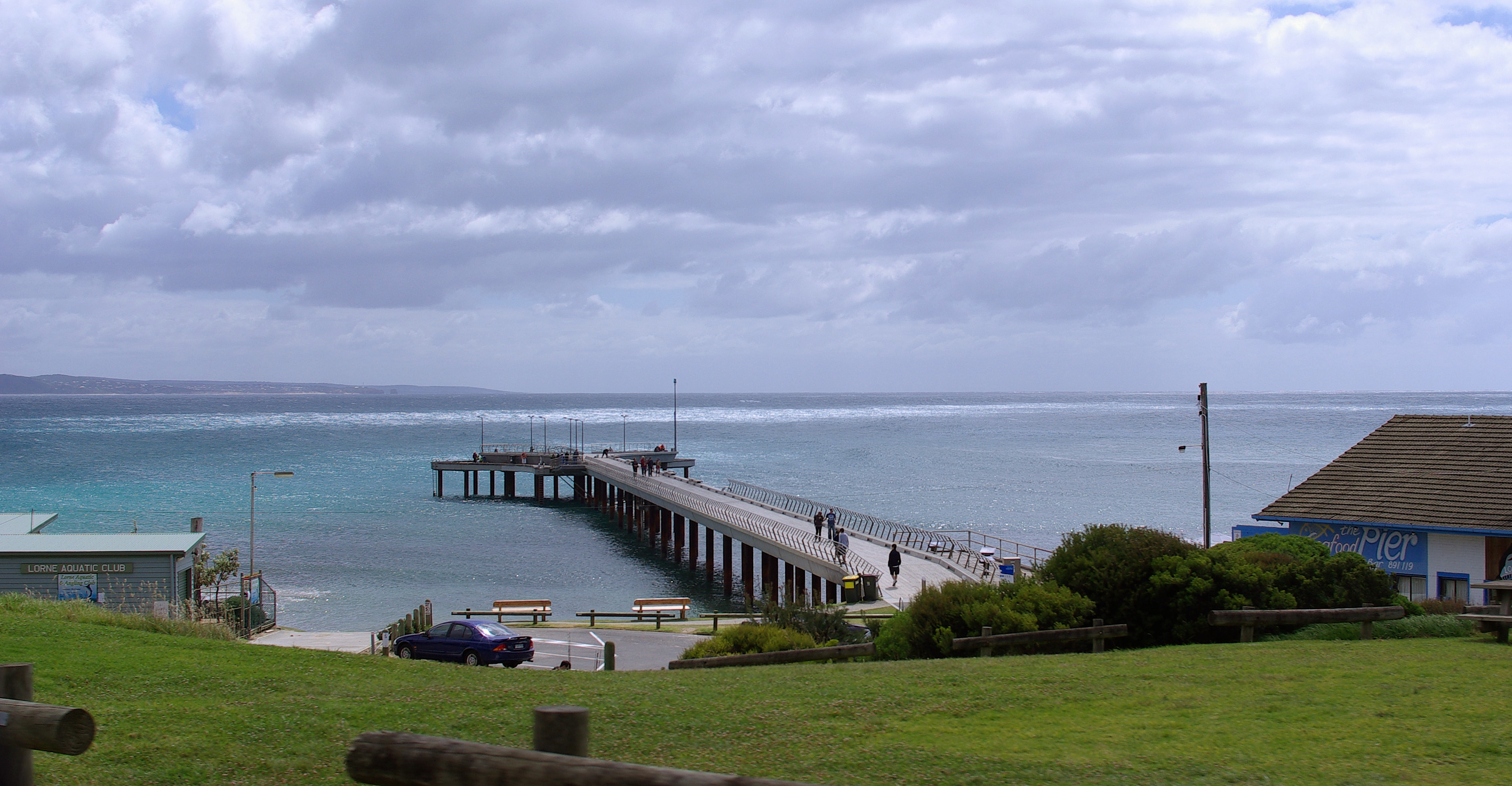
Port w Lorne
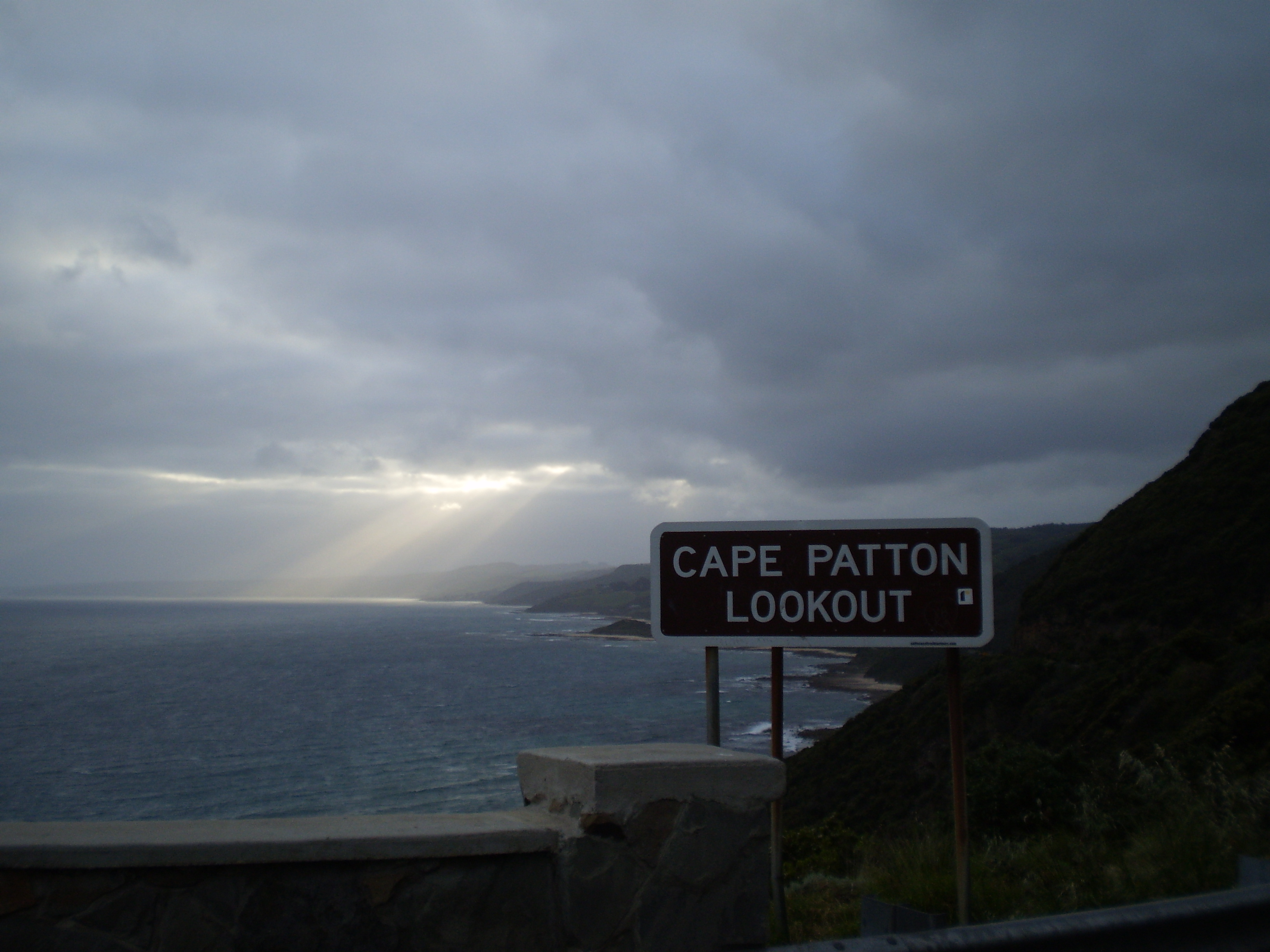
Punkt widokowy na przylądku Patton
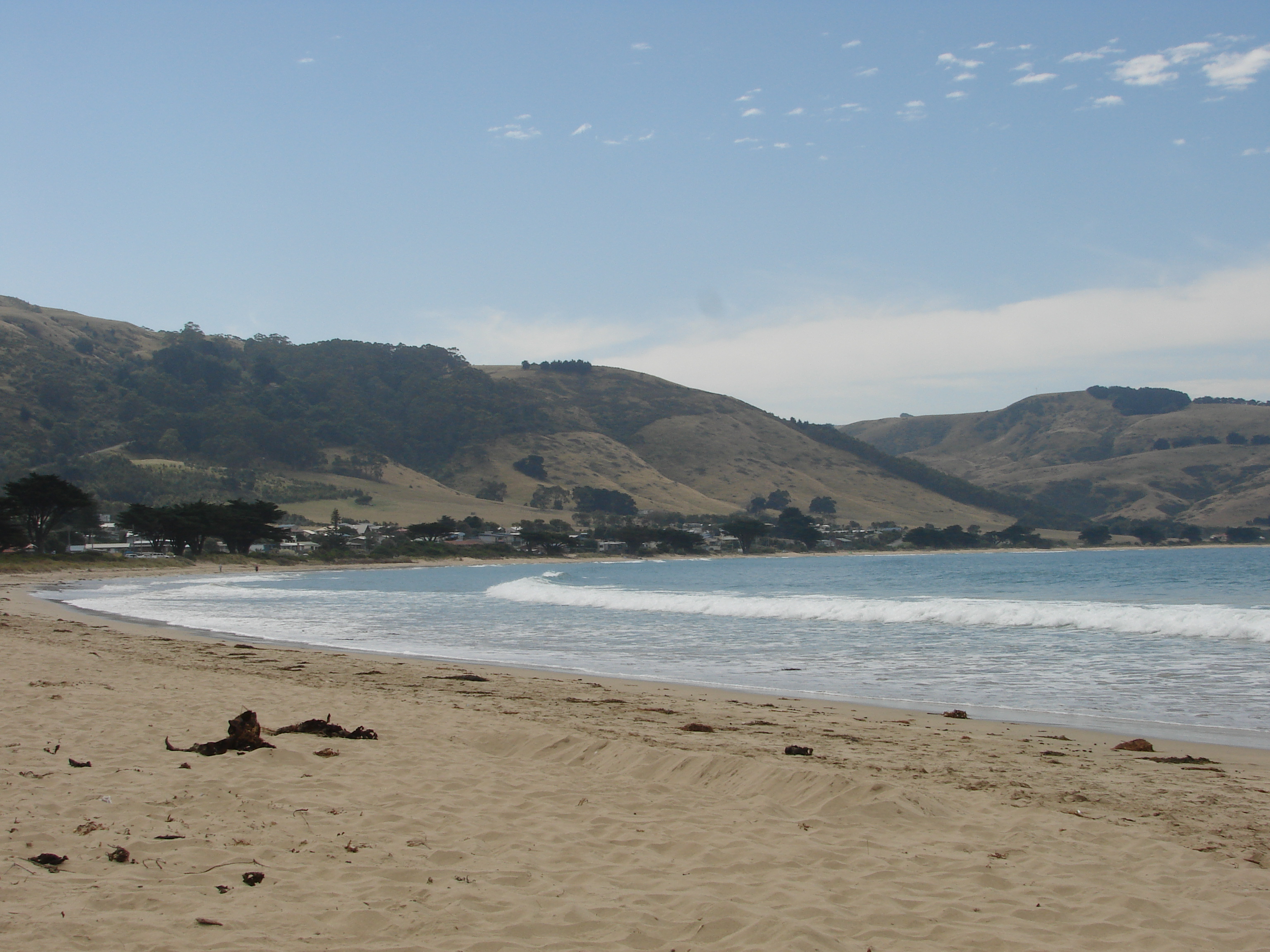
Apollo Bay
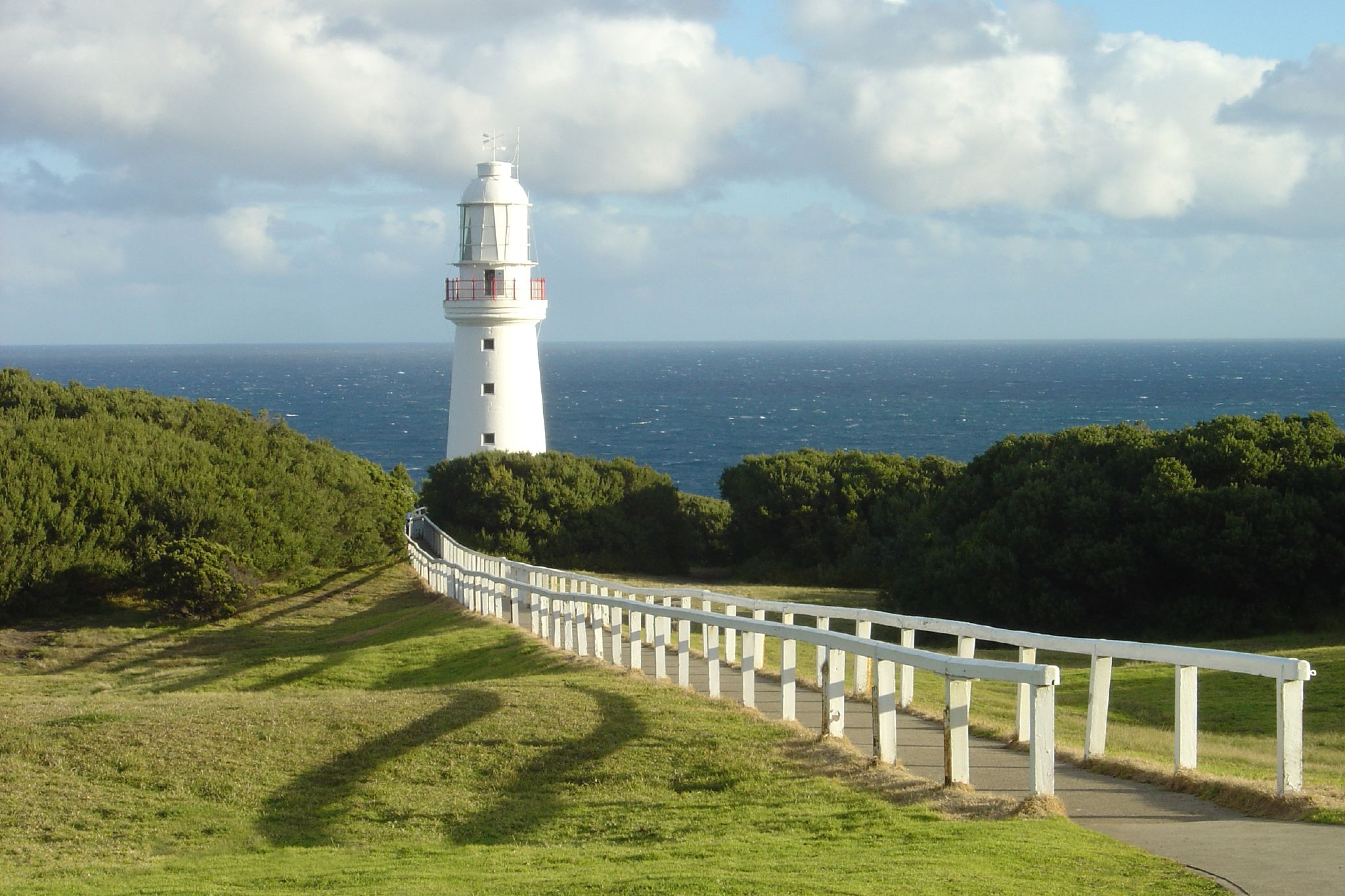
Przylądek Otway
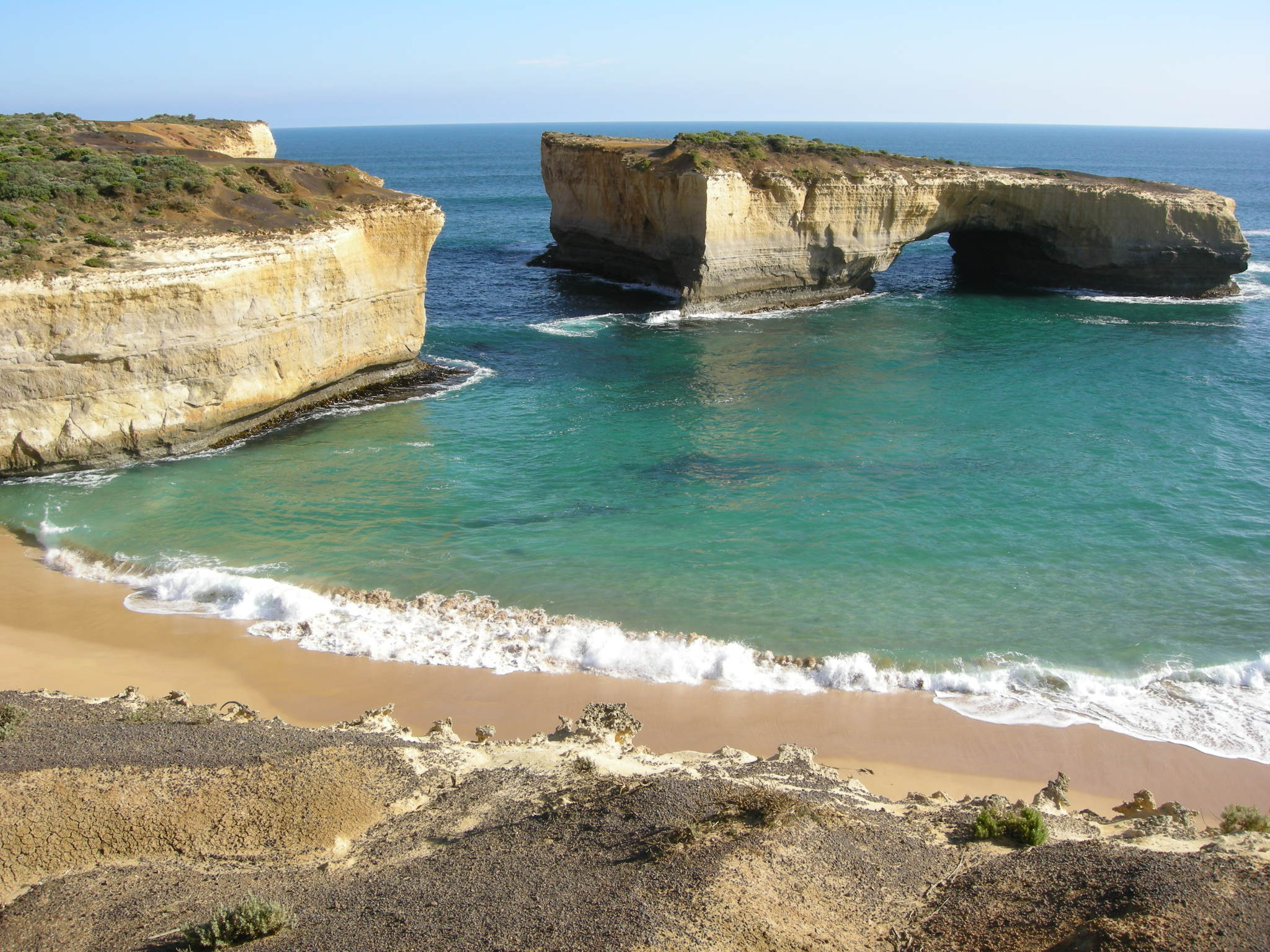
London Arch
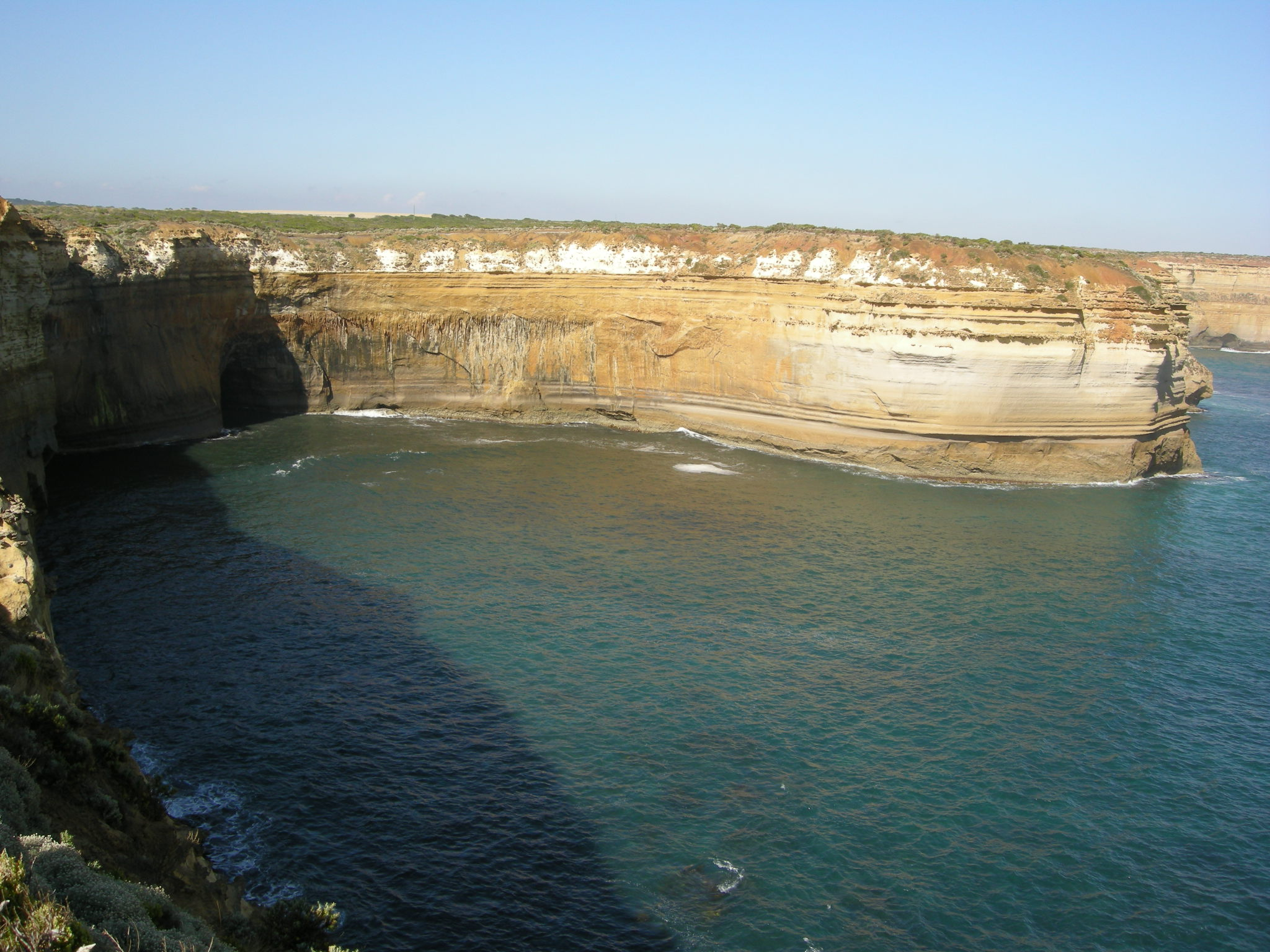
The Razorback
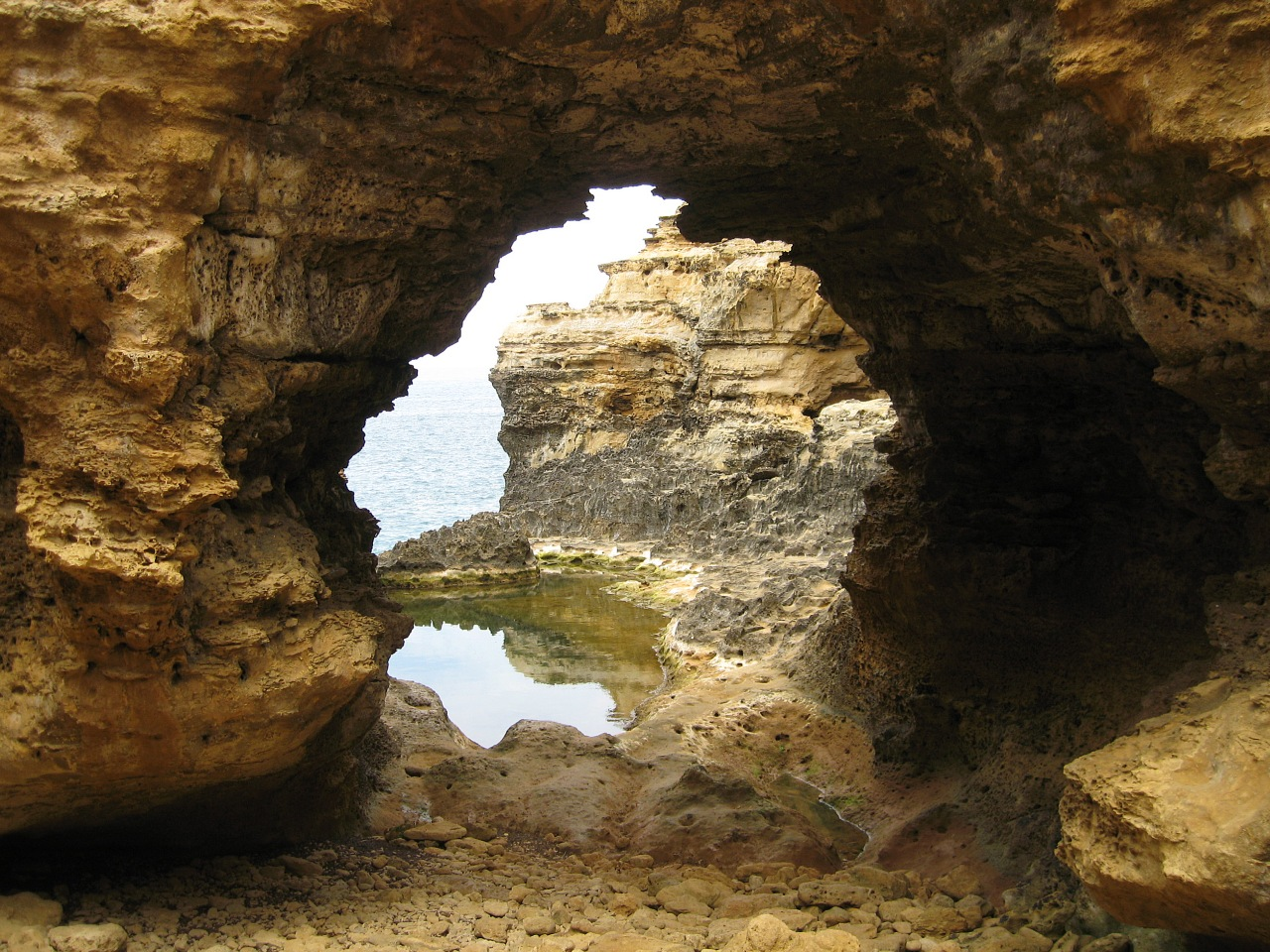
The Grotto
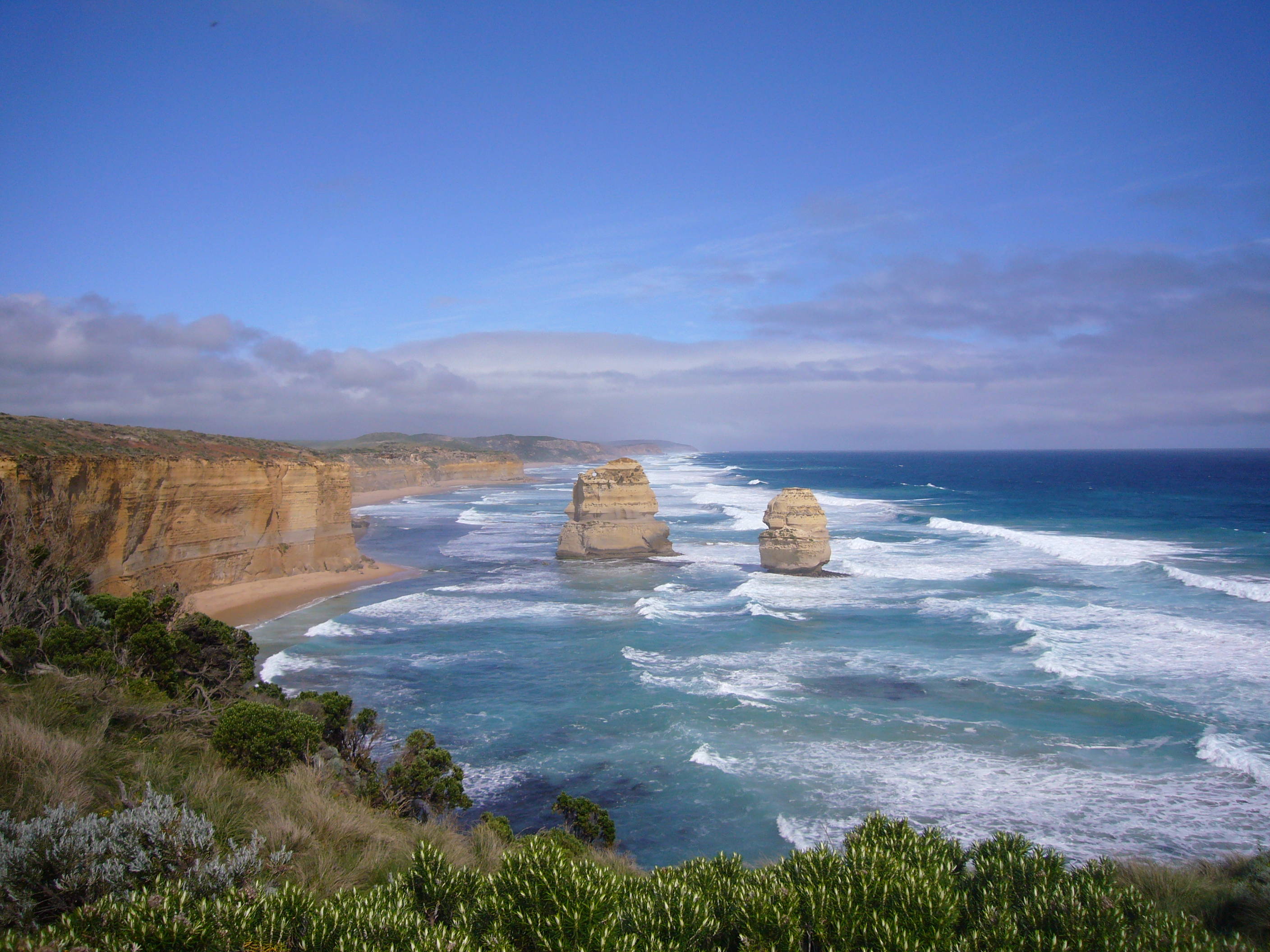
12 Apostołów
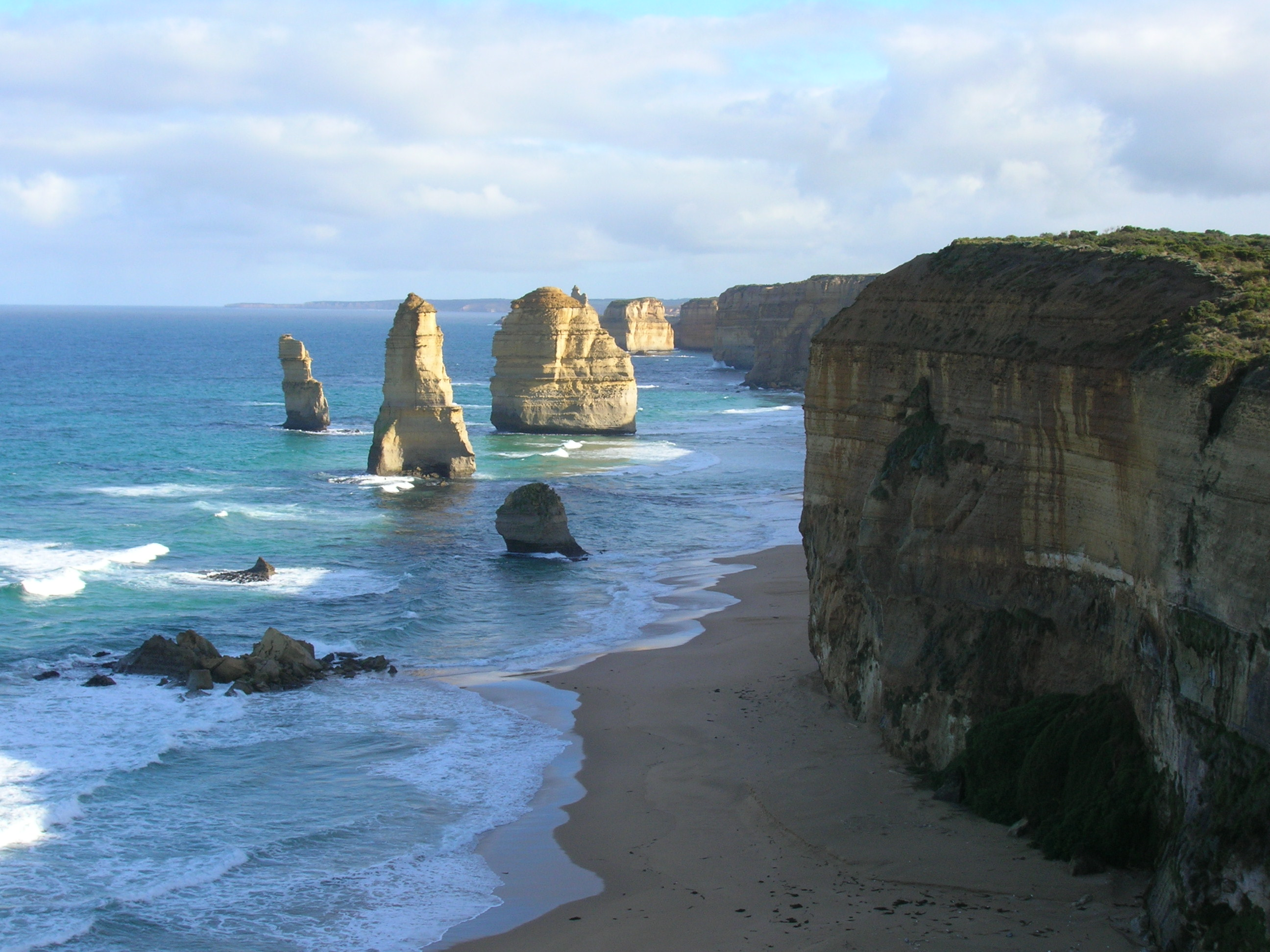
12 Apostołów
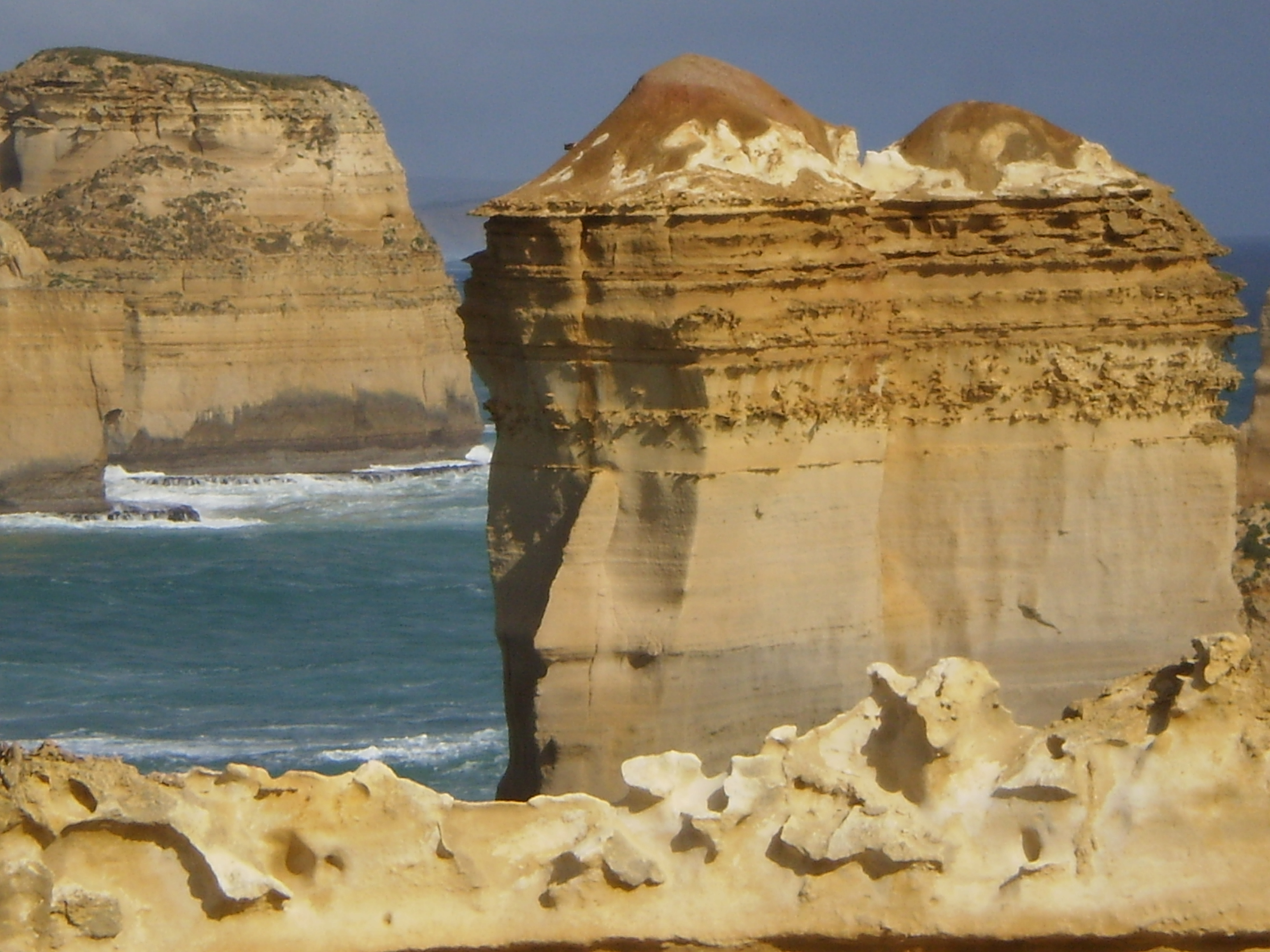
Formacje skalne przy Great Ocean Road
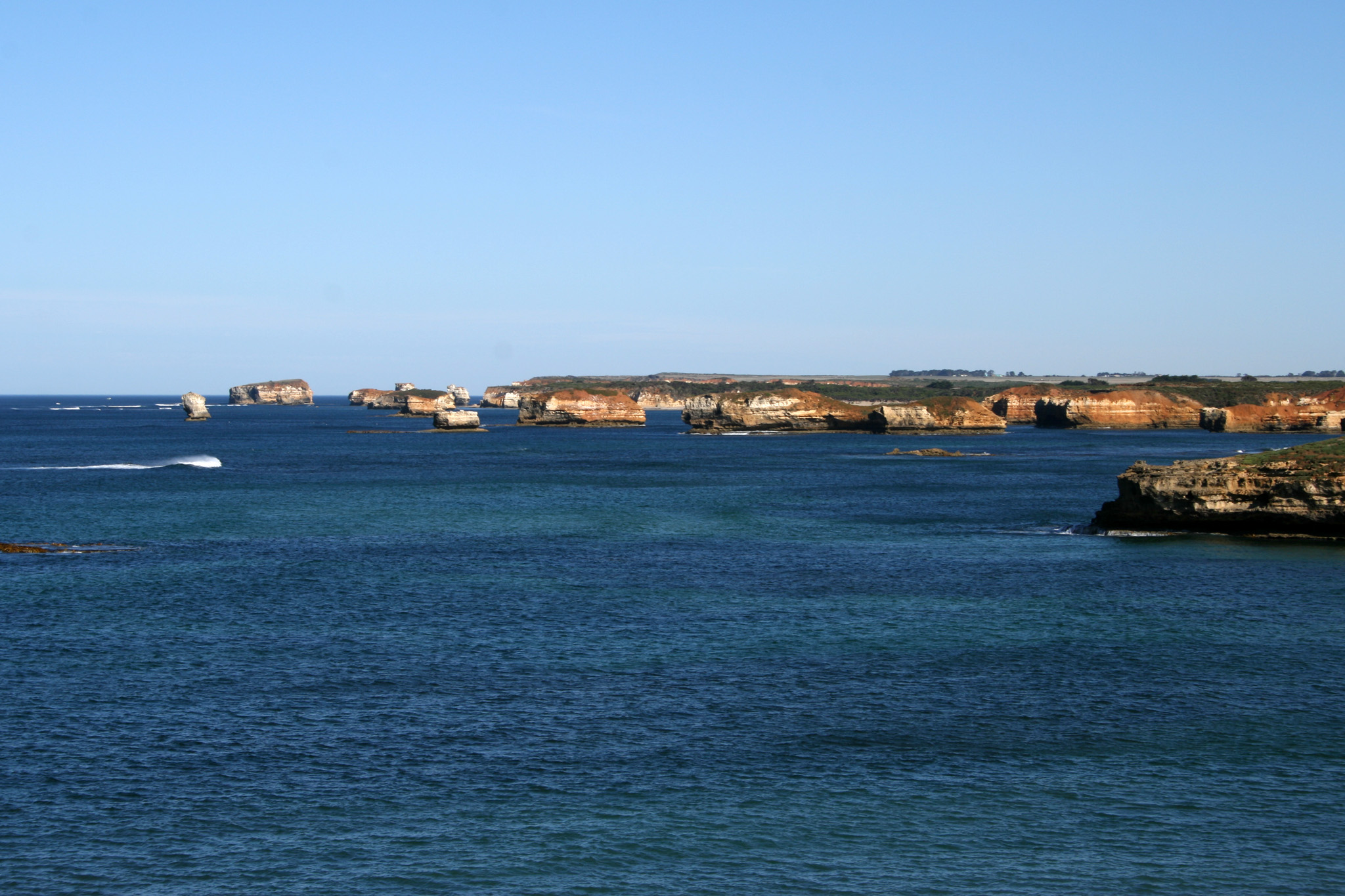
Bay of Martyrs
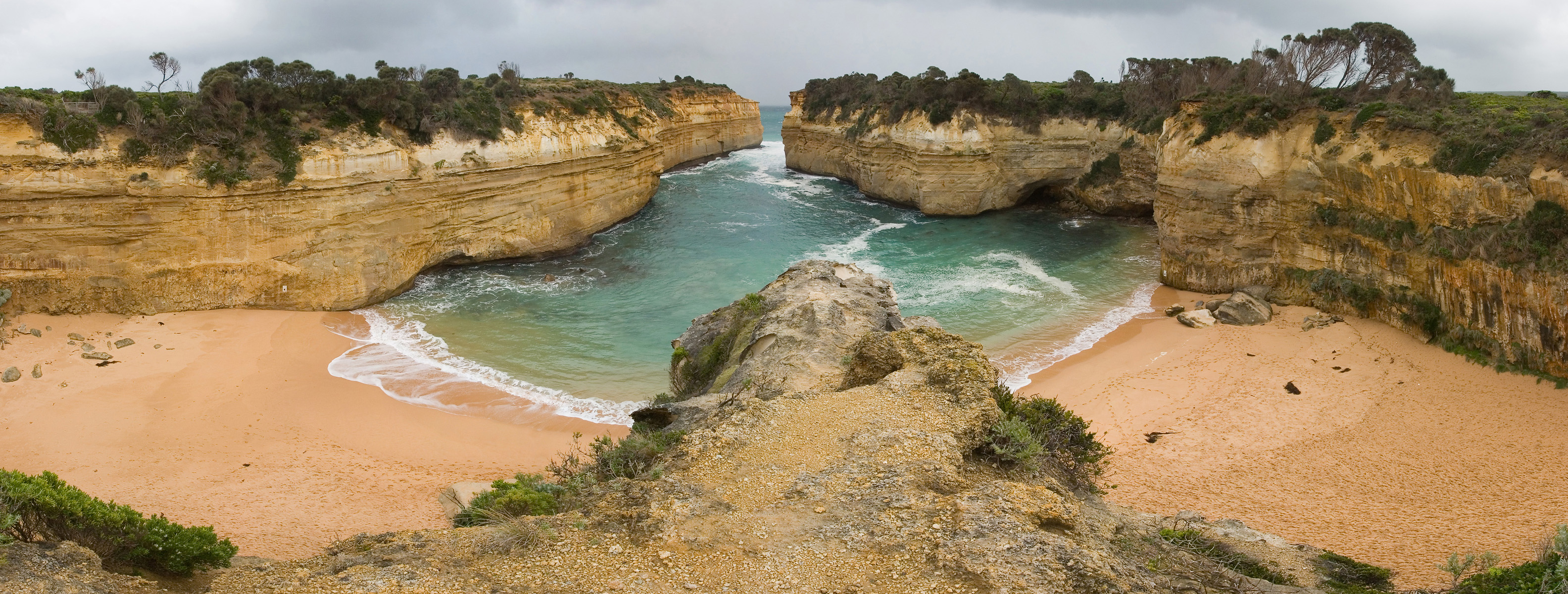
Loch Ard Gorge
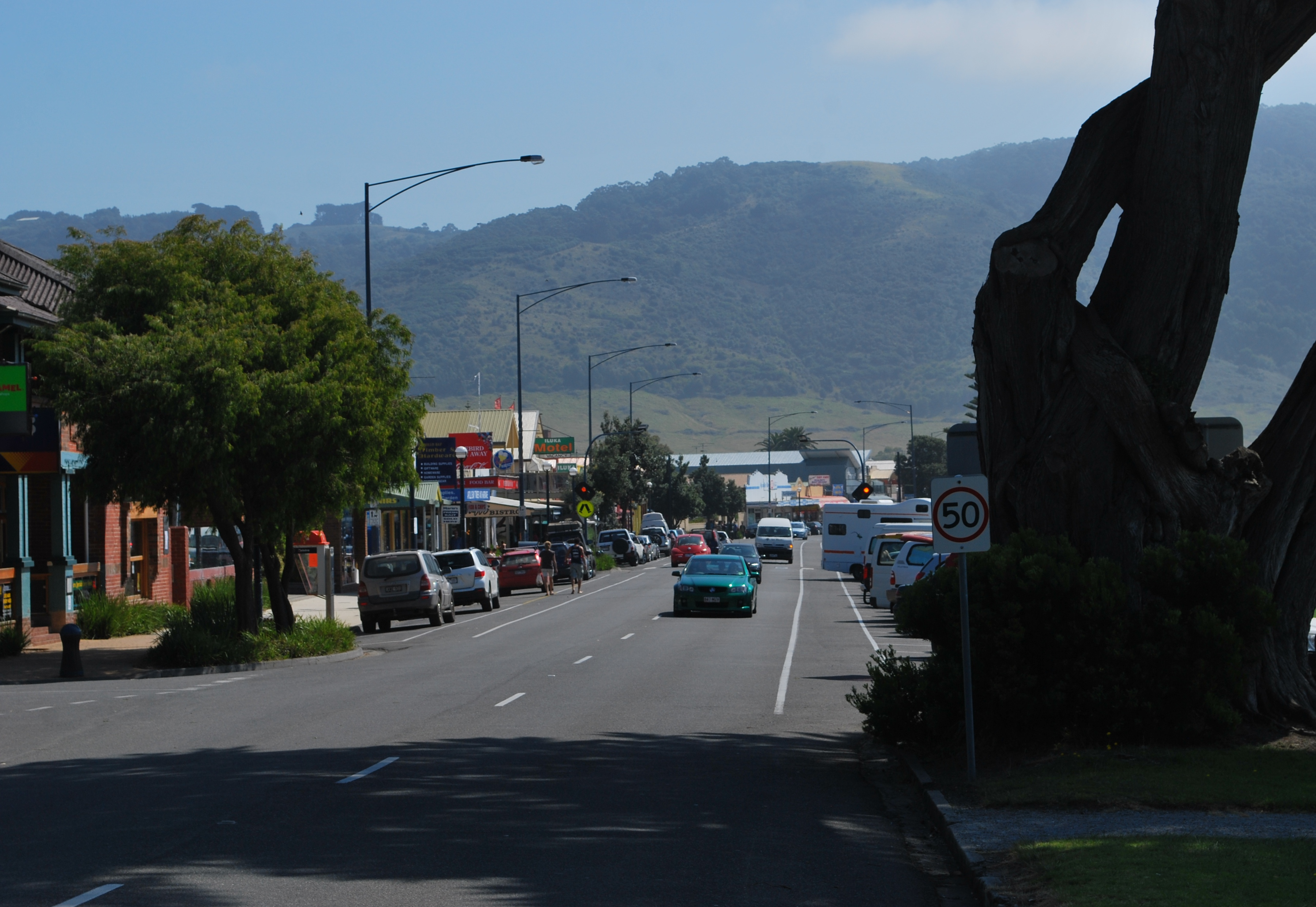
Apollo Bay
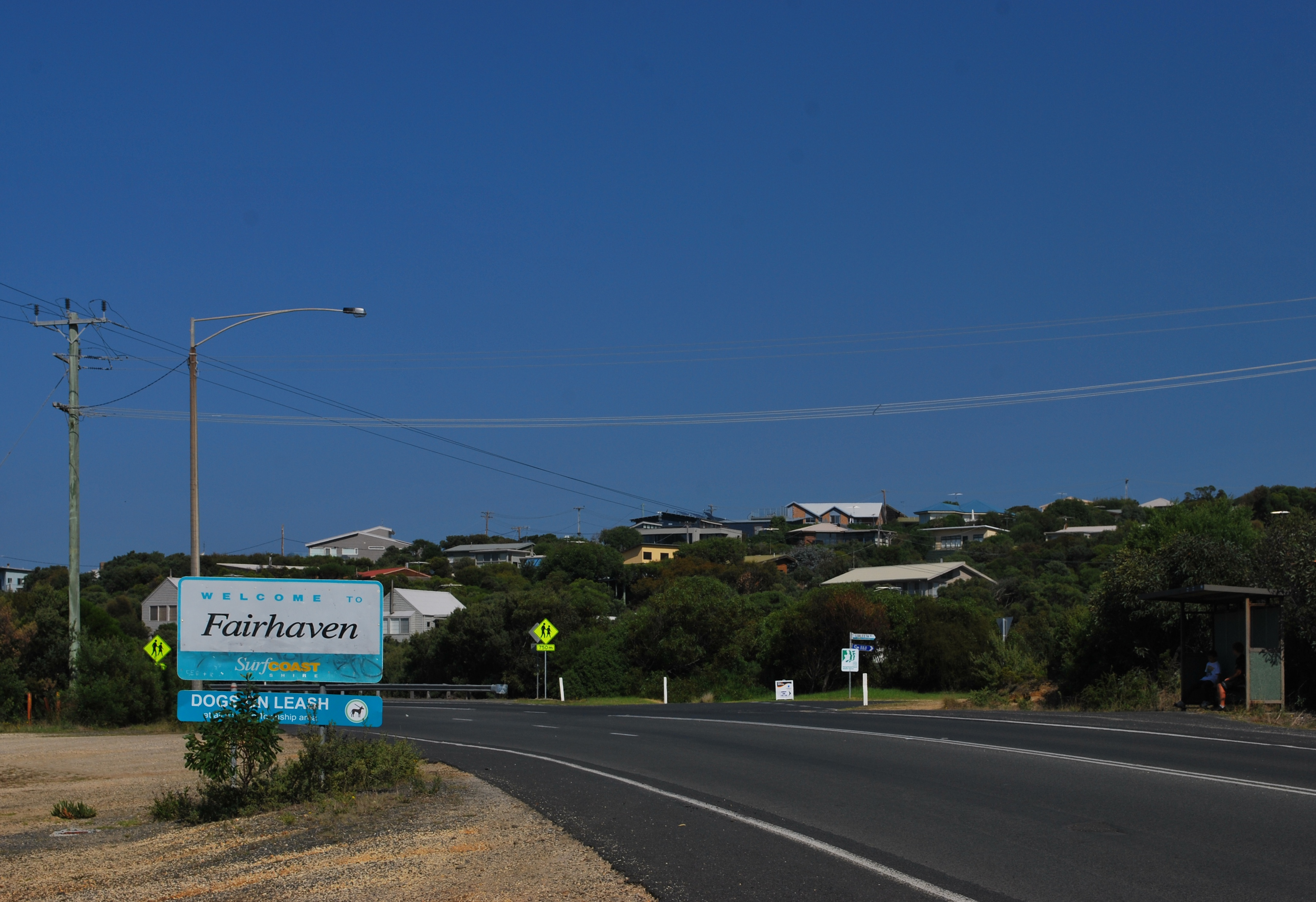
Fairhaven
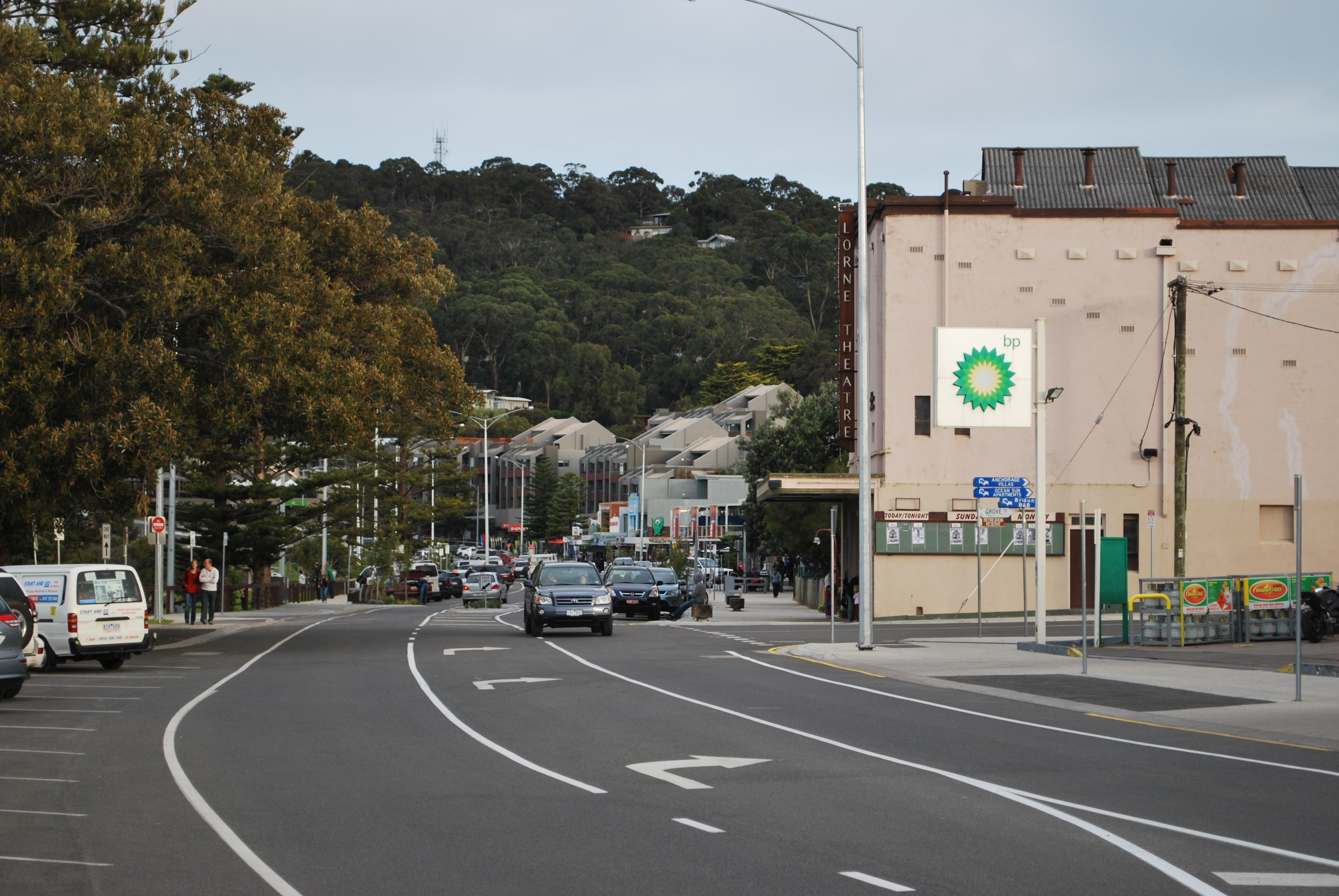
Lorne